# Oreoscopus
Oreoscopus is een geslacht van zangvogels uit de familie Australische zangers (Acanthizidae). Het geslacht telt één soort:
- Oreoscopus gutturalis  – Zwartkeelstruiksluiper